# Monte Kirkpatrick
Il Monte Kirkpatrick è una montagna elevata e generalmente priva di ghiaccio che fa parte dei Monti della Regina Alessandra nell'Antartide. 
Situato circa 8 km a ovest del Monte Dickerson, con i suoi 4.528 m di altezza il Monte Kirkpatrick è la vetta più elevata non solo dei Monti della Regina Alessandra, ma anche dei Monti Transantartici, che rappresentano la catena madre del gruppo. Fu scoperto dalla Spedizione Nimrod, una spedizione inglese che esplorò l'Antartide negli anni 1907-1909, e da questa denominato in onore di un uomo d'affari scozzese che era stato uno dei finanziatori della spedizione. 

## Sito fossile

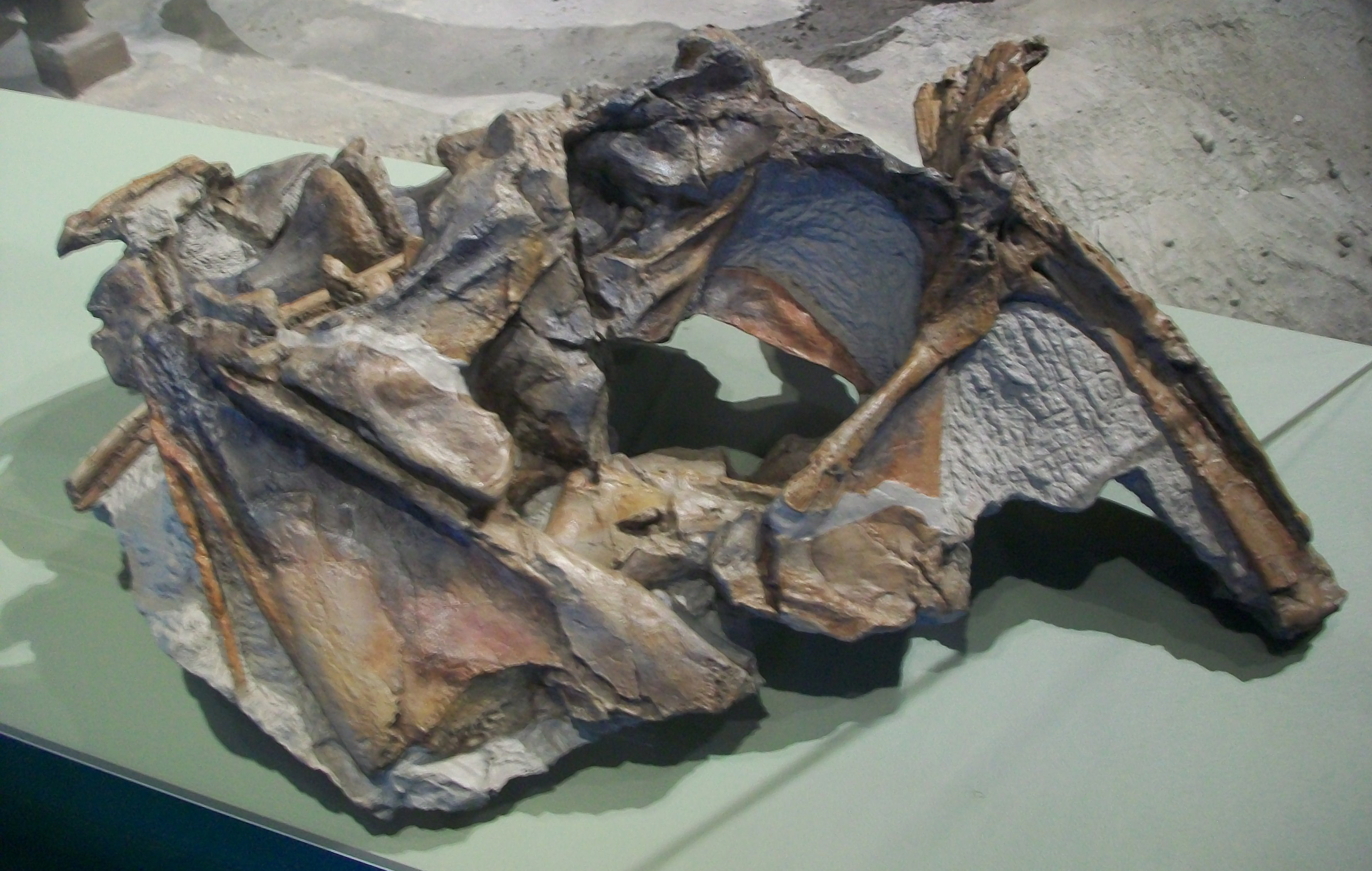
Cranio non ricostruito dell'olotipo di Cryolophosaurus ellioti, FMNH PR1821.

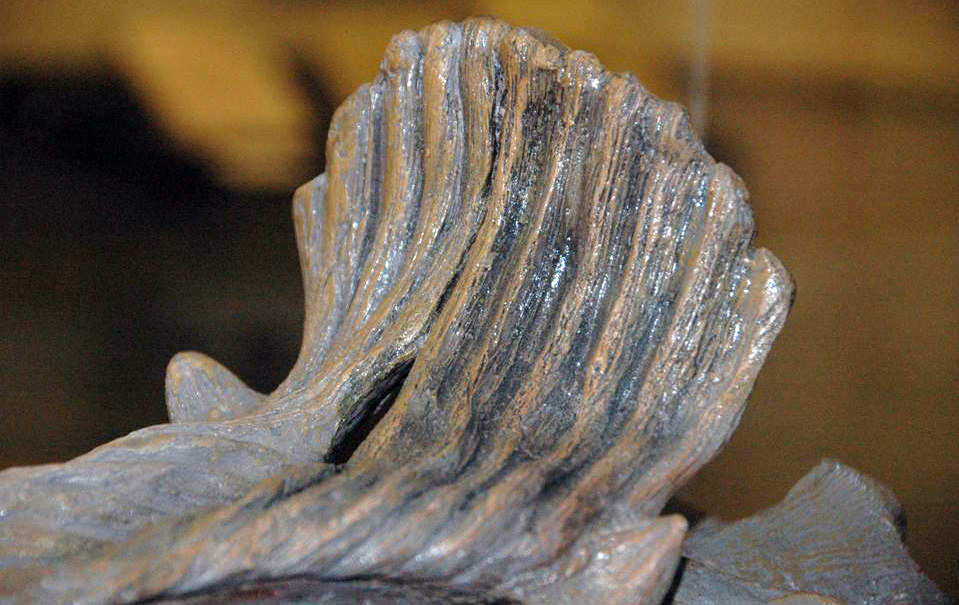
Dettaglio della cresta cranica di Cryolophosaurus ellioti

Nel Monte Kirkpatrick è stato scoperto uno dei più importanti siti fossili dell'Antartide, la Formazione Hanson. Circa 190 milioni di anni fa, quando l'Antartide faceva parte del supercontinente Gondwana, si trovava a latitudini molto più elevate e calde, ed era coperto da dense foreste di conifere e cicadofite, e condivideva anche molte specie animali con altre regioni della Gondwana.
Tra le specie animali di cui sono stati ritrovati i fossili sono da annoverare un dente singolo dalla mascella inferiore destra di un tritilodontide, rettile erbivoro simili ai mammiferi molto diffuso in quell'epoca. È stato identificata anche la coscia di un pterosauro delle dimensioni di un corvo. Sono stati inoltre ritrovati resti di numerosi dinosauri, tra cui Plateosaurus, Coelophysis bauri e Dilophosaurus wetherilli.
Nel 1994, William R. Hammer e William J. Hickerson hanno pubblicato la descrizione scientifica del dinosauro Cryolophosaurus ellioti . Il Cryolophosaurus era un grande predatore carnivoro, lungo circa sei metri, vissuto nel periodo Pliensbachiano del Giurassico inferiore; è quindi il più antico rappresentante dei Tetanurae, il gruppo di dinosauri a cui appartengono molti teropodi. È il primo dinosauro trovato in Antartide e scientificamente descritto. 
I suoi fossili erano stati scoperti nel 1991 da un gruppo di ricerca americano guidato dal professor Hammer nella Formazione di Hanson situata a circa 4100 metri di altitudine sul pendio del Monte Kirkpatrick. Nel 2003 furono scoperti altri resti corrispondenti a circa metà dello scheletro.
Nel 2004 i ricercatori hanno trovato anche resti parziali di un grande sauropode erbivoro. Nel 2007 sono stati identificati fossili di Glacialisaurus hammeri, un dinosauro erbivoro che si ritiene avesse una lunghezza attorno agli 8 m e un peso di 4.6 tonnellate. Il Monte Kirkpatrick è l'unico sito sito conosciuto di ritrovamenti del Glacialisaurus hammeri.